# Roxana Popa
Roxana Daniela Popa Nedelcu (Constanza, 2 de junio de 1997) es una ex gimnasta artística española. Entró en contacto por primera vez con la gimnasia artística en su Rumanía natal, donde llevaría a cabo su entrenamiento inicial. Recibió la nacionalidad española en 2008, y, desde entonces, representa a España en competiciones internacionales. Actualmente entrena en el Centro de Alto Rendimiento del Consejo Superior de Deportes y forma parte de la EGAD Los Cantos de Alcorcón. Miembro de la selección nacional española de gimnasia artística femenina, compitió en los Campeonatos Mundiales de 2013, 2014, 2015 y 2019, así como en los Juegos Olímpicos de Tokio 2020.

## Vida personal
Popa nació en Constanza, una ciudad de Rumanía, pero se mudaría a Pozuelo de Alarcón a los seis años. Además de su lengua materna, el rumano, también habla fluidamente español e inglés, así como un poco de francés. Las ídolos de Popa son las gimnastas rumanas Nadia Comăneci, Cătălina Ponor y Larisa Iordache.
Además de gimnasta artística, Popa es bailarina desde los siete años y ha participado en competiciones a nivel nacional. Enseñó danza en una escuela de Madrid mientras se recuperaba de sus lesiones en la rodilla. Tiene siete gatos.

## Carrera temprana
Popa comenzó a entrenar en gimnasia artística cuando tenía cuatro años. Compitió en los Campeonatos Nacionales de España en 2008 y, a pesar de ganar en todas las categorías, no pudo subir al podio al no tener aún la ciudadanía española. Recibiría la susodicha ciudadanía a mediados de 2008.
Cuando finalmente fue autorizada a competir por España, sufrió una lesión en el codo al entrenar en barras asimétricas. Esta lesión requeriría cirugía y rehabilitación intensiva y la excluiría de participar en competiciones durante unos años.

## Carrera junior
Popa representó a España en el Campeonato de Europa de 2012 en Bruselas. Se clasificó para la final de salto de caballo y la final individual general, y fue tercera reserva para la final de suelo. Terminó en sexto lugar en la final de salto de caballo y undécima en la individual general.

## Carrera senior

### 2013
El debut senior de Popa se produjo en 2013, en la Copa Mundial de Cottbus, donde no llegó a ninguna de las finales clasificatorias en el evento. Ese mismo mes, fue elegida para competir con el equipo español en el Campeonato Europeo. Mientras estuvo allí, se clasificó quinta en la final de todos los ejercicios y séptima en la final del ejercicio de suelo. Se ubicó sexta en la final general y séptima en el ejercicio de piso.
En junio compitió en los Juegos Mediterráneos. Sin embargo, tuvo un mal aterrizaje en el calentamiento previo a la competición individual general y quedó fuera durante el resto de la competencia. La lesión no fue grave, y Popa se encontró lo suficientemente bien como para reclamar el título español en competición individual general al mes siguiente. Fue nombrada como miembro de la selección española para el Campeonato Mundial llevado a cabo a finales de verano. Popa se clasificó décima en la clasificación general, pero se perdió la final del evento. Fue clasificada en duodécimo lugar en la competición individual general.
Popa fue anunciada como competidora del Abierto de México en noviembre y de la Copa del Mundo de Glasgow en diciembre. En México quedó cuarta el primer día de la competencia, pero regresó fuerte para ganar la medalla de oro, quedando a sólo 0.200 puntos por encima de la medallista de plata, la estadounidense Peyton Ernst.  En Glasgow las cosas empezaron mal, cuando renunció a realizar un doble salto Yurchenko por no obtener el bloque que necesitaba, terminando por realizar un salto Yurchenko normal muy simple. Se desempeñó bien en los otros tres eventos y terminó en quinta posición.

### 2014
A principios de 2014, Popa fue anunciada como competidora de la Copa Estadounidense que tuvo lugar el 1 de marzo, así como de la Copa del Mundo de Tokio llevada a cabo del 5 al 6 de abril. En la Copa Estadounidense tuvo buenas rotaciones de salto y viga, pero golpeó sus pies en su salto Pak en barras. En el ejercicio de suelo, impresionó a la muchedumbre con su rutina y terminó en sexto lugar. En la Copa del Mundo de Tokio terminó en segundo lugar tras la italiana Vanessa Ferrari. Ese mismo mes, compitió en un encuentro amistoso contra gimnastas del Reino Unido y Alemania, ganando una medalla de oro en la final individual general y otra de bronce en la competición por equipos.
A principios de mayo, compitió en la Copa de España, ganando todos los eventos excepto la barra de equilibrio, en la que terminó en quinto lugar. Unas semanas más tarde compitió en el Campeonato Europeo, quedando sexta con su equipo, séptima en el ejercicio de suelo y octava en barras asimétricas.  En julio, compitió en las Nacionales de España, defendiendo su título en la final individual general y ganando, además, el oro en todos los eventos individuales excepto en la viga de equilibrio, donde ganó la plata. En el Campeonato Mundial se clasificó para la competición individual general. Terminó en 13er lugar.
Para el Memorial Joaquín Blume de noviembre, Popa había mejorado sus rutinas en barras y suelo, y se desempeñó muy bien. Estaba programado que compitiese en el Abierto de México y fue considerada como la favorita para ganar, pero sufrió una lesión en la rodilla en su entrenamiento la mañana de la competencia y se retiró. La lesión fue diagnosticada como un desgarro de LCA y menisco y requirió cirugía. Tras el diagnóstico, sus médicos descubrieron que la lesión era antigua y que había pasado desapercibida hasta diciembre.

### 2015–16
Popa volvió a competir en octubre de 2015, participando en la Copa Novara. Más tarde ese mes representó a España en el Campeonato Mundial, pero solo compitió en barras asimétricas.
Estaba programado que Popa compitiese en el Evento de Prueba Olímpica en abril de 2016. Sin embargo, en marzo se volvió a lesionar la rodilla derecha provocando una rotura de menisco que le impidió clasificar para los Juegos Olímpicos de 2016.

### 2019
Tras la rotura de su menisco, Popa se mantendría alejada de competiciones durante 3 años. Regresó a la primera Liga española en febrero de 2019 y continuó compitiendo a nivel nacional durante la primera mitad del año. Retornó a las gradas internacionales para la  Copa Mundial Challenge de Szombathely, donde ganó el bronce en las barras asimétricas. A continuación, Popa compitió en la segunda edición del Amistoso de Heerenveen, donde ayudó a España a terminar segunda tras Holanda e individualmente se colocó como novena en la competición individual general.
En el Campeonato Mundial de 2019, Popa y sus compañeras Cintia Rodríguez, Alba Petisco, Ana Pérez Campos y Marina González Lara, terminaron en el puesto 12 en la competición por equipos. Aunque no se clasificaron para la final por equipos, si lo hicieron para poder ir a los Juegos Olímpicos de 2020 en Tokio, siendo la primera vez que España participaba en la modalidad olímpica de gimnasia artística desde 2004. Popa individualmente calificó para la final del ejercicio de suelo. Terminó sexta en la final, anotando 13.800 puntos. Cuando se le preguntó sobre su regreso, el cual ha sido calificado de milagroso, Popa dijo que "nunca me consideré retirada por decisión propia. Sufrí lo que era el tenerlo todo y de repente quedarte sin nada. Pero donde hubo fuego, cenizas quedan. Ahora que he vuelto, tengo que recuperar los cuatro años perdidos. A estas alturas ya tengo en la cabeza un objetivo muy claro. Puedo decir con toda certeza que, como equipo, es conseguir la plaza olímpica, e individualmente, viendo que todo está bien, que me vuelvo a sentir lo que yo era, no veo tope a mi carrera. Ahora tengo claro que, dejarlo, no lo dejo.""

### 2021
En junio, Popa ganó la medalla de oro en el piso en el FIT Challenge, y fue seleccionada para el equipo español de gimnasia artística femenina en los aplazados Juegos Olímpicos de Tokio 2020 junto a Marina González Lara, Alba Petisco y Laura Bechdejú.  El equipo terminó 12º en la clasificación y no llegó a la final. Individualmente, Popa se clasificó para la final general donde terminó en el puesto 22.

## Historial competitivo
| Año  | Evento                                | Equipo            | CIG              | SdC               | BA                | VdE               | SU             |
| ---- | ------------------------------------- | ----------------- | ---------------- | ----------------- | ----------------- | ----------------- | -------------- |
| 2012 | Campeonato europeo (junior)           | 11                | 11               | 6                 |                   |                   |                |
| 2013 | Copa del Mundo de Cottbus             |                   |                  |                   | R3                |                   |                |
| 2013 | Campeonato Europeo                    |                   | 6                |                   |                   |                   | 7              |
| 2013 | Juegos Mediterráneos                  |                   |                  |                   | 5                 |                   |                |
| 2013 | Campeonato Nacional                   |                   | Medalla de oro   | Medalla de oro    | Medalla de oro    | Medalla de oro    | Medalla de oro |
| 2013 | Campeonato Mundial                    |                   | 12               |                   |                   |                   |                |
| 2013 | Abierto de México                     |                   | Medalla de oro   |                   |                   |                   |                |
| 2013 | Copa del Mundo de Glasgow             |                   | 5                |                   |                   |                   |                |
| 2014 | Copa Estadounidense                   |                   | 6                |                   |                   |                   |                |
| 2014 | Copa del Mundo de Tokio               |                   | Medalla de plata |                   |                   |                   |                |
| 2014 | Amistoso de Múnich                    | Medalla de bronce | Medalla de oro   |                   |                   |                   |                |
| 2014 | Copa de España                        | Medalla de oro    | Medalla de oro   | Medalla de oro    | Medalla de oro    | 5                 | Medalla de oro |
| 2014 | Campeonato Europeo                    | 6                 |                  |                   | 8                 |                   | 7              |
| 2014 | Campeonato de España                  |                   | Medalla de oro   | Medalla de oro    | Medalla de oro    | Medalla de plata  | Medalla de oro |
| 2014 | Copa de Novara                        |                   | Medalla de plata |                   |                   |                   |                |
| 2014 | Campeonato Mundial                    |                   | 13               |                   |                   |                   |                |
| 2014 | Memorial Joaquín Blume                |                   | Medalla de oro   |                   |                   |                   |                |
| 2015 | Copa de Novara                        |                   |                  |                   | Medalla de bronce |                   |                |
| 2015 | Campeonato Mundial                    | 17                |                  |                   |                   |                   |                |
| 2016 | No compitió                           | No compitió       | No compitió      | No compitió       | No compitió       | No compitió       | No compitió    |
| 2017 | No compitió                           | No compitió       | No compitió      | No compitió       | No compitió       | No compitió       | No compitió    |
| 2018 | No compitió                           | No compitió       | No compitió      | No compitió       | No compitió       | No compitió       | No compitió    |
| 2019 | Liga Española                         |                   |                  | Medalla de bronce | Medalla de oro    |                   |                |
| 2019 | Campeonato de España                  |                   | 4                |                   | Medalla de plata  |                   |                |
| 2019 | Copa Mundial Challenge de Szombathely |                   |                  |                   | Medalla de bronce |                   |                |
| 2019 | Amistoso de Heerenveen, 2ª ed.        | Medalla de plata  | 9                |                   |                   |                   |                |
| 2019 | Campeonato Mundial                    | R4                |                  |                   |                   |                   |                |
| 2020 | Liga Española                         |                   |                  |                   | Medalla de oro    | Medalla de bronce |                |
| 2021 | FIT Challenge                         | 5                 | 17               |                   |                   |                   | Medalla de oro |
| 2021 | Juegos Olímpicos                      | 12                | 22               |                   |                   |                   |                |